# Johan Henrik Wijkman
Johan Henrik Wijkman, född cirka 1698 i Borgå, död 7 september 1751 i Stockholm (avrättad), var en finländsk ämbetsman.
Wijkman vistades under "stora ofreden" i Sverige, där han slutförde sina studier och inträdde på ämbetsmannabanan. Han var borgmästare i Brahestad 1731–1740, varunder han representerade denna stad vid 1738 års riksdag, blev 1740 domare i Lill-Savolax samt flydde under Hattarnas ryska krig 1741–1743 till Sverige.
Efter freden i Åbo återvände Wijkman till sin domsaga, men kom där i förvecklingar med de administrativa myndigheterna. Han anklagades för att ha uppviglat folket mot dem och flydde under processens fortgång 1748 till ryska sidan, varefter hans kvarlämnade egendom beslagtogs. År 1749 återvände han och vistades sedermera i Stockholm, där han förgäves försökte återfå sina ägodelar, samtidigt som hans levnadssätt blev alltmer oregelbundet. Tryckt av ekonomiska bekymmer, inlät han sig i förbindelser med ryske ambassadsekreteraren i Stockholm Ivan Simolin, som gav honom pengar för att i Finland verka för Rysslands syften.
Wijkman reste i april 1750 till Finland, där han trodde sig finna pålitliga vänner i generalguvernören Gustaf Fredrik von Rosens sekreterare Karl Krook och partigängaren Hans Henrik Boije. Han hade lovat ryssarna att i Finland, mot en ersättning av hundra dukater, värva en adelsman, en präst och en bonde, som vid det väntade tronskiftet i Sverige skulle bege sig till Sankt Petersburg såsom representanter för de tre stånden och begära tsarinnans beskydd för Finlands frihet. Wijkman uppgav för den ryska legationen att Karl Krook mot en penningsumma var beredd att förse Ryssland med upplysningar om försvarsåtgärderna i Finland med mera. Det var till och med fråga om att stjäla alla generalguvernörens papper och skicka dem till Ryssland.
Krook och Boije rapporterade dock vidare vad Wijkman ägnade sig åt till kanslipresidenten Carl Gustaf Tessin. Wijkman arresterades i Åbo den 1 maj 1751, varefter han fördes till Stockholm, där han ställdes inför en kanslirätt med Tessin som ordförande. Förgäves försökte han skylla på sinnesförvirring, som "en ogudaktig nämndeman" i hans forna domsaga skulle ha trollat på honom. Han dömdes till döden och avrättades efter att hans nådeansökan avslagits. Hans hustru och några mindre betydande medhjälpare straffades med längre eller kortare tids fängelse.
Yrjö Sakari Yrjö-Koskinen skildrade Wijkmans levnadshändelser utförligt i "Historiallinen arkisto", IV (1874).